# Unione Sportiva Avellino 1976-1977
Questa voce raccoglie le informazioni riguardanti l'Unione Sportiva Avellino nelle competizioni ufficiali della stagione 1976-1977.

## Rosa
| N. |                   | Ruolo | Calciatore                         |
| -- | ----------------- | ----- | ---------------------------------- |
|    | Italia (bandiera) | P     | Gino Lusuardi                      |
|    | Italia (bandiera) | P     | Gian Nicola Pinotti                |
|    | Italia (bandiera) | D     | Fausto Alimenti                    |
|    | Italia (bandiera) | D     | Claudio Cavalieri                  |
|    | Italia (bandiera) | D     | Alberto Cavasin                    |
|    | Italia (bandiera) | D     | Mario Facco (capitano)             |
|    | Italia (bandiera) | D     | Gian Filippo Reali (vice capitano) |
|    | Italia (bandiera) | D     | Raffaele Schicchi                  |
|    | Italia (bandiera) | C     | Giorgio Boscolo                    |
|    | Italia (bandiera) | C     | Rino Gritti                        |
|    | Italia (bandiera) | C     | Adriano Lombardi                   |

| N. |                   | Ruolo | Calciatore           |
| -- | ----------------- | ----- | -------------------- |
|    | Italia (bandiera) | C     | Carmine Lomonte      |
|    | Italia (bandiera) | C     | Massimo Nobile       |
|    | Italia (bandiera) | C     | Mauro Rufo           |
|    | Italia (bandiera) | C     | Carlo Trevisanello   |
|    | Italia (bandiera) | C     | Stefano Trevisanello |
|    | Italia (bandiera) | A     | Antonio Capone       |
|    | Italia (bandiera) | A     | Giorgio Ferrara      |
|    | Italia (bandiera) | A     | Pellegrino Gaito     |
|    | Italia (bandiera) | A     | Ferdinando Rossi     |
|    | Italia (bandiera) | A     | Giancarlo Tacchi     |
|    | Italia (bandiera) | A     | Nicola Traini        |

## Risultati

### Serie B

#### Girone di andata
| 26 settembre 1976 1ª giornata | Avellino | 2 – 0 referto | Lanerossi Vicenza |  |

| 3 ottobre 1976 2ª giornata | Lecce | 1 – 1 referto | Avellino |  |

| 10 ottobre 1976 3ª giornata | Avellino | 0 – 0 referto | Palermo |  |

| 17 ottobre 1976 4ª giornata | Novara | 2 – 1 referto | Avellino |  |

| 24 ottobre 1976 5ª giornata | Avellino | 3 – 0 referto | Pescara |  |

| 31 ottobre 1976 6ª giornata | Atalanta | 1 – 0 referto | Avellino |  |

| 7 novembre 1976 7ª giornata | Avellino | 1 – 1 referto | SPAL |  |

| 14 novembre 1976 8ª giornata | Como | 1 – 0 referto | Avellino |  |

| 22 dicembre 1976 9ª giornata | Avellino | 0 – 2 referto | Rimini |  |

| 28 novembre 1976 10ª giornata | Avellino | 0 – 0 referto | Cagliari |  |

| 5 dicembre 1976 11ª giornata | Varese | 0 – 0 referto | Avellino |  |

| 12 dicembre 1976 12ª giornata | Monza | 2 – 0 referto | Avellino |  |

| 19 dicembre 1976 13ª giornata | Avellino | 2 – 0 referto | Ascoli |  |

| 2 gennaio 1977 14ª giornata | Avellino | 0 – 0 referto | Sambenedettese |  |

| 9 gennaio 1977 15ª giornata | Catania | 1 – 0 referto | Avellino |  |

| 16 gennaio 1977 16ª giornata | Brescia | 1 – 1 referto | Avellino |  |

| 23 gennaio 1977 17ª giornata | Avellino | 1 – 0 referto | Taranto |  |

| 30 gennaio 1977 18ª giornata | Modena | 1 – 0 referto | Avellino |  |

| 6 febbraio 1977 19ª giornata | Avellino | 0 – 1 referto | Ternana |  |

#### Girone di ritorno
| 13 febbraio 1977 20ª giornata | Lanerossi Vicenza | 2 – 2 referto | Avellino |  |

| 20 febbraio 1977 21ª giornata | Avellino | 0 – 0 referto | Lecce |  |

| 27 febbraio 1977 22ª giornata | Palermo | 1 – 0 referto | Avellino |  |

| 6 marzo 1977 23ª giornata | Avellino | 2 – 1 referto | Novara |  |

| 13 marzo 1977 24ª giornata | Pescara | 3 – 1 referto | Avellino |  |

| 20 marzo 1977 25ª giornata | Avellino | 1 – 0 referto | Atalanta |  |

| 27 marzo 1977 26ª giornata | SPAL | 1 – 0 referto | Avellino |  |

| 3 aprile 1977 27ª giornata | Avellino | 0 – 0 referto | Como |  |

| 10 aprile 1977 28ª giornata | Rimini | 3 – 0 referto | Avellino |  |

| 17 aprile 1977 29ª giornata | Cagliari | 2 – 0 referto | Avellino |  |

| 24 aprile 1977 30ª giornata | Avellino | 2 – 1 referto | Varese |  |

| 1 maggio 1977 31ª giornata | Avellino | 2 – 1 referto | Monza |  |

| 8 maggio 1977 32ª giornata | Ascoli | 3 – 1 referto | Avellino |  |

| 15 maggio 1977 33ª giornata | Sambenedettese | 0 – 0 referto | Avellino |  |

| 22 maggio 1977 34ª giornata | Avellino | 1 – 0 referto | Catania |  |

| 29 maggio 1977 35ª giornata | Avellino | 2 – 1 referto | Brescia |  |

| 5 giugno 1977 36ª giornata | Taranto | 2 – 0 referto | Avellino |  |

| 12 giugno 1977 37ª giornata | Avellino | 1 – 1 referto | Modena |  |

| 19 giugno 1977 38ª giornata | Ternana | 1 – 0 referto | Avellino |  |

## Statistiche

### Statistiche di squadra
| Competizione | Punti | In casa | In casa | In casa | In casa | In casa | In casa | In trasferta | In trasferta | In trasferta | In trasferta | In trasferta | In trasferta | Totale | Totale | Totale | Totale | Totale | Totale | DR  |
| Competizione | Punti | G       | V       | N       | P       | Gf      | Gs      | G            | V            | N            | P            | Gf           | Gs           | G      | V      | N      | P      | Gf     | Gs     | DR  |
| ------------ | ----- | ------- | ------- | ------- | ------- | ------- | ------- | ------------ | ------------ | ------------ | ------------ | ------------ | ------------ | ------ | ------ | ------ | ------ | ------ | ------ | --- |
| Serie B      | 32    | 19      | 10      | 7       | 2       | 20      | 9       | 19           | 0            | 5            | 14           | 7            | 28           | 38     | 10     | 12     | 16     | 27     | 37     | -10 |
| Coppa Italia | 2     | 2       | 0       | 2       | 0       | 3       | 3       | 2            | 0            | 0            | 2            | 2            | 6            | 4      | 0      | 2      | 2      | 5      | 9      | -4  |
| Totale       |       | 21      | 10      | 9       | 2       | 23      | 12      | 21           | 0            | 5            | 16           | 9            | 34           | 42     | 10     | 14     | 18     | 32     | 46     | -14 |

### Statistiche dei giocatori
| Giocatore       | Serie B  | Serie B | Coppa Italia | Coppa Italia | Totale   | Totale |
| Giocatore       | Presenze | Reti    | Presenze     | Reti         | Presenze | Reti   |
| --------------- | -------- | ------- | ------------ | ------------ | -------- | ------ |
| F. Alimenti     | 2        | 0       | -            | -            | 2        | 0      |
| G. Boscolo      | 25       | 0       | 2            | 0            | 27       | 0      |
| A. Capone       | 31       | 9       | 4            | 2            | 35       | 11     |
| C. Cavalieri    | 5        | 0       | 1            | 0            | 6        | 0      |
| A. Cavasin      | 27       | 0       | 1            | 0            | 28       | 0      |
| M. Facco        | 36       | 0       | 4            | 0            | 40       | 0      |
| G. Ferrara      | 21       | 3       | 3            | 0            | 24       | 3      |
| P. Gaito        | 2        | 0       | -            | -            | 2        | 0      |
| R. Gritti       | 31       | 3       | 4            | 1            | 35       | 4      |
| A. Lombardi     | 36       | 3       | 3            | 0            | 39       | 3      |
| C. Lomonte      | -        | -       | 1            | 0            | 1        | 0      |
| G. Lusuardi     | 5        | -6      | 1            | -3           | 6        | -9     |
| M. Nobile       | 14       | 0       | 1            | 0            | 15       | 0      |
| G. Pinotti      | 34       | -31     | 3            | -6           | 37       | -37    |
| G. Reali        | 37       | 0       | 4            | 0            | 41       | 0      |
| F. Rossi        | -        | -       | 3            | 1            | 3        | 1      |
| M. Rufo         | 15       | 0       | 3            | 0            | 18       | 0      |
| R. Schicchi     | 33       | 0       | 3            | 1            | 36       | 1      |
| G. Tacchi       | -        | -       | 2            | 0            | 2        | 0      |
| N. Traini       | 30       | 1       | 3            | 0            | 33       | 1      |
| C. Trevisanello | 31       | 2       | 2            | 0            | 33       | 2      |
| S. Trevisanello | 38       | 4       | 4            | 0            | 42       | 4      |